# 奄美共産党
奄美共産党（あまみきょうさんとう）とは、アメリカの施政権下におかれた鹿児島県奄美群島で結成された政党である。設立1947年4月10日。
琉球列島米国軍政府（後に琉球列島米国民政府）によって非合法とされたが、1950年に合法政党としての奄美社会民主党（現在の社会民主党（当時は日本社会党）とは無関係）を結成し、奄美における祖国復帰運動を事実上主導した。

## 結成
1945年10月、中村安太郎、島本忠雄らが奄美の党組織確立を目指し準備を始める。この時は党中央との連絡がつかず，結成に至らなかった
1946年12月、党中央から奄美大島における党組織確立の任務を帯びて久留義蔵が帰島。久留は共産主義者の満州グループのメンバーだった
1947年2月、久留、中村ら奄美の活動家が集まり党の結成を協議。日本共産党の綱領規約に準じて綱領規約をつくり、日本共産党の指導を受けることを決定。
| １．奄美人民共和国の樹立 ２．共和国憲法の制定 ３．農地改革の実施 ４．集会・結社・信仰の自由 ５．労働組合法の制定 の５つの柱からなる |

4月10日、奄美共産党が正式に創立される。「奄美人民政府樹立」を掲げ、青年団，婦人生活ヨウゴ会，官公庁職員組合などを影響下に置いた。
12月に開催された日本共産党第六回党大会では、奄美における党は独自の党とし、日本共産党は奄美の党に対して援助する方向がとられた。在本土沖縄・奄美大島出身党員グループは，「沖縄、奄美、小笠原の日本返還」を党の方針とすることを提案するが否決される。

## 活動と弾圧
1950年1月、奄美共産党の機関誌「ジンミンセンセン」が食糧問題特集号を発行。奄美共産党は青年団・連教組・婦人生活擁護会など14団体が参加する「食糧問題対策協議会」を実質指導し、軍政官に価格の引き下げを要望する。
1月24日には軍政官バーロー大佐が食糧価格改正に関する指令を発表。放出食糧の値下げ、米３割　大豆５割値下げを実施する。
同年2月、吉田首相が国会で「奄美は日本に帰属すべきであり、この問題に対して意思表示の自由がある」と答弁。これを機に3月24日、名瀬市連合青年団が臨時集会を開催。宮崎市の大島町青年団の呼びかけに応じ初めて復帰運動を大衆の前に提起。実質的には日本復帰をめざす総決起大会となる。
3月27日、占領軍が「ジンミンセンセン」誌の食糧問題特集号の記事を取り上げ「奄美共産党事件」のでっち上げ弾圧を開始。米軍および警察が小宿部落に乗り込み、徳田豊巳ほか数名の家宅を捜索し、同党の機関誌「人民戦線」を押収。奄美共産党書記長の橋口護と党幹部の徳田豊巳は３カ月ほど山に潜んだ後、ひそかに密航。本土で復帰運動を続けた。3月28日、各社会団体内の指導的地位にある共産党員１７名が、軍政府転覆の「暴動を計画した」との嫌疑で逮捕投獄される。このあと一時、復帰運動は停滞を強いられる。5月22日の「ジンミンセンセン事件」の判決では、大山連青団長は6ヶ月の重労働・罰金5千円。それ以外の崎田実芳ら青年団幹部は証拠不十分で釈放された。

## 合法政党「奄美社会民主党」結成
1950年7月、奄美群島政府が発足。奄美共産党はこれを機に大衆合法政党「社会民主党」の結成を方針化し、教育者で詩人かつ「自由社」で穏健な出版活動をしていた泉芳朗に接近。8月11日、自由社と名瀬連合青年団の講演会。事実上、社会民主党の旗揚げ集会となる。社会民主党は市連青と自由社を基盤とし、協和党と並ぶ２大政党のひとつとなる。8月17日、正式に社会民主党が発足。労働組合、農民組合、小作人組合、借地借家人組合、青年団、婦人生活擁護会などを組織する。8月23日に結党大会を開催し、「奄美人民政府樹立」の方針を放棄して、「奄美の日本復帰を党是として確立」する。初代委員長には元警察署長だった豊蔵朝秀が就任。書記長に自由社の泉芳朗。
秋には、四地区（奄美，沖縄，宮古，八重山）群島政府の設立に伴い、知事ならびに群議の公選が実施され、社会民主党は群議一，市議四名を勝ち取る。知事選でも日本復帰を公約に掲げた中江前知事が、笠井前副知事を破り勝利。
12月10日、社会民主党が第2回党大会を開催。委員長に泉芳朗、書記長に佐野喜島（元全官公庁職員組合委員長）らを選出する。

## 復帰運動と沖縄人民党との合同
1951年2月13日、社会民主党の呼びかけで「帰属問題対策協議会」を開催。32団体70余人が参集する。請願運動を柱とし、「信託統治反対」「条約三条撤廃、即時完全復帰」の署名を開始する。実践組織として復帰協議会の結成が提案される。2月14日、帰属問題対策協議会の議論を経て「日本復帰協議会」が結成される。議長に泉芳郎が就任。趣意書の発表と署名運動の展開を決定。（泉の説得にあたったのは共産党の中村安太郎だった。中村は「今の奄美にレーニンや毛沢東はいらない。民族解放のためにはガンジーが必要だ」と口説いたという）
5月29日、名瀬市議会の補欠選挙が施行される。社民党が協和党関係者を抑えて３名が当選。
7月13日、復帰協は第１回市民総決起大会を開催。名瀬小学校校庭に約２万人を集める。集会は「信託統治反対」「日本復帰貫徹」を決議。軍政府は名瀬市民総決起大会の中止を命令。バーロー民政官が乗り込み解散を要求。プラカードの撤去と小学生を退場させることで双方が折りあう。7月19日、同じく名瀬小学校校庭で第1回日本復帰郡民総決起大会が開かれ、1万数千人が参加する。奄連青が提出した動議、①首相へ抗議文を提出、②信託統治に絶対反対、③復帰陳情団の派遣、④ハンストの実施などを決議した。7月31日、民政府は「復帰運動は政治運動ではない」と認める指令を発する。
8月1日、復帰協の泉芳朗議長が名瀬市の高千穂神社で120時間の断食に入る。これに呼応して三方・古仁屋・住用・西方・宇検・早町など各町村が相次いで断食を決行。学童も断食に参加する。8月4日、断食闘争１万人集会を決行。参加者は集会後「日本復帰の歌」を歌いながら泉に合流して高千穂の森でかがり火をたいて「民族分離反対」を祈願し断食に入る。午後10時から５日夕刻にかけて、映画館・料理屋・飲食店・商店などが一斉休業。8月6日、日本復帰陳情員を全市町村から募り、密航陳情団が極秘裏に編成される。市町村代表１１人が高千穂神社境内で団を編成。２、３人ずつの班行動をとり、東京の指定場所で落ち合うこととした。
8月16日、陳情団のひとりとして参加した松江謙志が、神奈川県委員会を通して党本部に連絡。「奄美共産党の組織を正式に日本共産党琉球地方委員会の奄美地区委員会とする」よう求める。方針は承認されたが、当時「50年問題」の分裂と混乱状態にあった党中央にはまだ正式機関としての指導連絡の責任者と機構はなく、奄美出身の党員を通じての連絡が続けられる。（このあとは「奄美共産党」ではなく「日本共産党奄美地区委員会」の名称を用いる）
9月9日、サンフランシスコ講和条約が締結される。沖縄・奄美・小笠原諸島は「本土」の独立と引き換えに米軍の恒久支配地域に入る。郡民は戸毎に弔旗を掲揚し抗議する。復帰協・連青は掲げてきた復帰運動①信託統治反対、②講和条約３条撤廃・全面講和、③完全日本復帰、のうち②については条約締結により、事実上きわめて実現困難となった。9月13日に開催された復帰協の臨時代議員会では、条約調印後の運動の進め方について討議。三原則路線に対して異議が出るも運動継続では一致。連教組は「信託統治絶対反対」のスローガンを降ろすことを要求。9月22日に復帰協、全郡町村支部長会議が開かれる。社会民主党・青年団は「条約３条撤廃による完全日本復帰」を堅持。連合教職員組合の現実論と対立するが押し切る。しかし、泉議長と盛副議長からは辞任の申し出あった。
9月、奄美共産党は講和条約締結に伴い、奄美社会民主党を発展的に解消。沖縄人民党と合同する方針を決定。同時に沖縄にも共産党を建設する方向を確認。10月13日、社民党第３回大会が開かれる。「復帰運動三原則」の維持を再確認。委員長に佐野喜島、書記長に大山光二を選出。泉芳朗は復帰協議会に専念するため辞任。 
奄美地方の日本復帰後、奄美共産党は日本共産党奄美地区委員会となる。